# Coron (Maine-et-Loire)
Pour les articles homonymes, voir Coron.
Coron est une commune française située dans le département de Maine-et-Loire, en région Pays de la Loire.

## Géographie

### Localisation
Commune angevine des Mauges, Coron se situe au sud de La Salle-de-Vihiers, sur les routes RD 960 (Saumur-Cholet) et D 171 (La Salle de Vihiers-La Plaine).

### Climat
Pour des articles plus généraux, voir Climat des Pays de la Loire et Climat de Maine-et-Loire.
En 2010, le climat de la commune est de type climat océanique altéré, selon une étude du CNRS s'appuyant sur une série de données couvrant la période 1971-2000. En 2020, Météo-France publie une typologie des climats de la France métropolitaine dans laquelle la commune est exposée à un climat océanique et est dans la région climatique Moyenne vallée de la Loire, caractérisée par une bonne insolation (1 850 h/an) et un été peu pluvieux.
Pour la période 1971-2000, la température annuelle moyenne est de 11,7 °C, avec une amplitude thermique annuelle de 14,2 °C. Le cumul annuel moyen de précipitations est de 714 mm, avec 12,1 jours de précipitations en janvier et 6,5 jours en juillet. Pour la période 1991-2020, la température moyenne annuelle observée sur la station météorologique de Météo-France la plus proche, sur la commune de Cholet à 19 km à vol d'oiseau, est de 12,3 °C et le cumul annuel moyen de précipitations est de 772,5 mm,. Pour l'avenir, les paramètres climatiques de la commune estimés pour 2050 selon différents scénarios d'émission de gaz à effet de serre sont consultables sur un site dédié publié par Météo-France en novembre 2022.

## Urbanisme

### Typologie
Au 1er janvier 2024, Coron est catégorisée bourg rural, selon la nouvelle grille communale de densité à sept niveaux définie par l'Insee en 2022.
Elle est située hors unité urbaine. Par ailleurs la commune fait partie de l'aire d'attraction de Cholet, dont elle est une commune de la couronne,. Cette aire, qui regroupe 26 communes, est catégorisée dans les aires de 50 000 à moins de 200 000 habitants,.

### Occupation des sols
L'occupation des sols de la commune, telle qu'elle ressort de la base de données européenne d’occupation biophysique des sols Corine Land Cover (CLC), est marquée par l'importance des territoires agricoles (96,1 % en 2018), en diminution par rapport à 1990 (98,2 %). La répartition détaillée en 2018 est la suivante : 
zones agricoles hétérogènes (39,7 %), terres arables (34,1 %), prairies (22,2 %), zones urbanisées (2,9 %), forêts (0,9 %), cultures permanentes (0,2 %). L'évolution de l’occupation des sols de la commune et de ses infrastructures peut être observée sur les différentes représentations cartographiques du territoire : la carte de Cassini (XVIIIe siècle), la carte d'état-major (1820-1866) et les cartes ou photos aériennes de l'IGN pour la période actuelle (1950 à aujourd'hui).

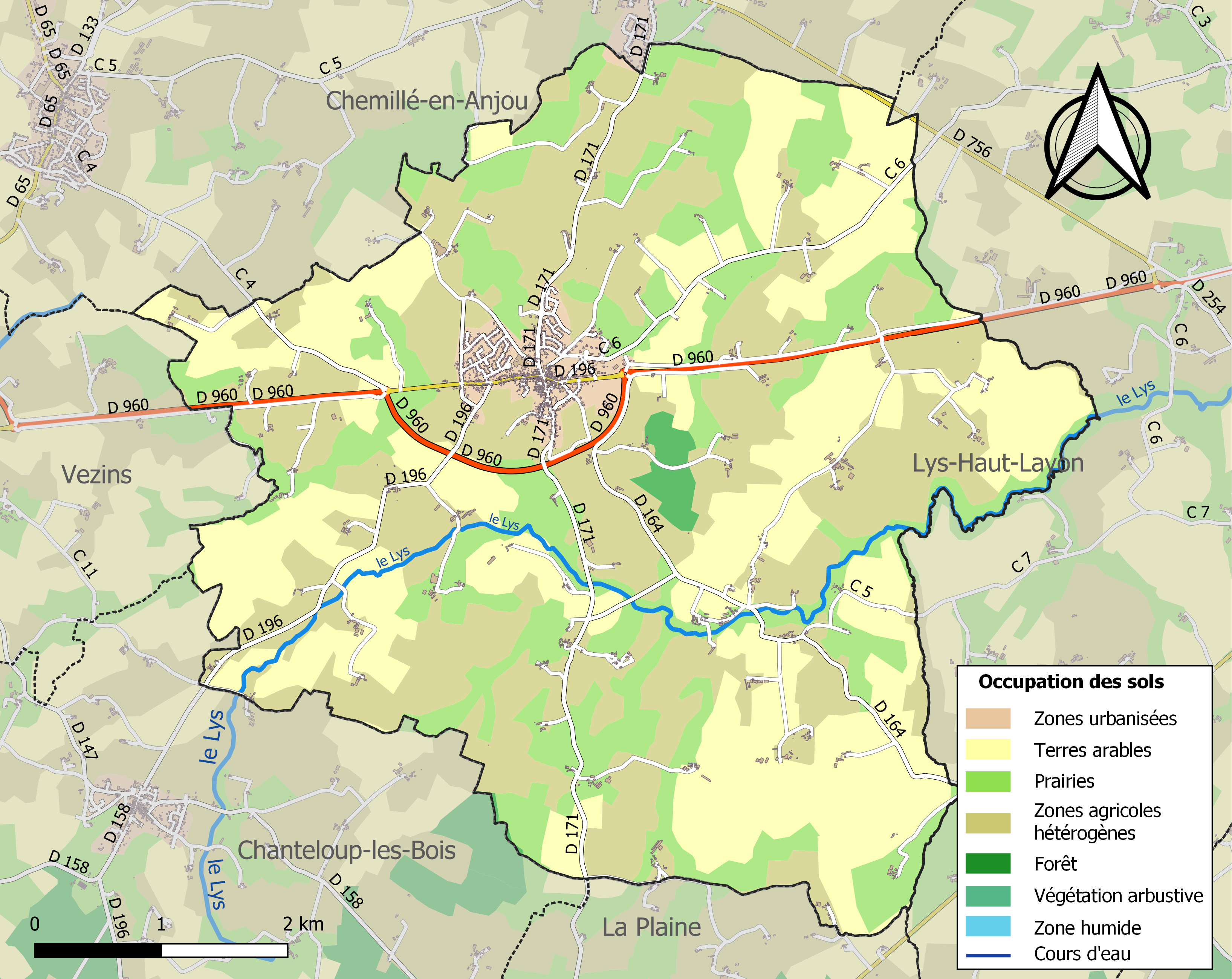
Carte des infrastructures et de l'occupation des sols de la commune en 2018 (CLC).

## Toponymie et héraldique

### Toponymie
Eudone de Curron en 1040, Rainaldus de Curron en 1096.

### Héraldique
|  | Les armes de la commune se blasonnent ainsi : Parti : au 1) mi-parti d’or à la croix d'azur cantonnée de quatre soleils non figurés de gueules, au 2) gironné d'argent et de sable. |

## Histoire
La localité et ses environs sont le théâtre, en mars et avril 1793, des premiers combats entre les autochtones insurgés et les soldats de la République.
Pendant la Première Guerre mondiale, 47 habitants perdent la vie. Lors de la Seconde Guerre mondiale, aucun habitant n'est tué.

## Politique et administration

### Administration municipale
| Période                                  | Période                     | Identité                  | Étiquette | Qualité                                          |
| ---------------------------------------- | --------------------------- | ------------------------- | --------- | ------------------------------------------------ |
| 1800                                     |                             | Vallée                    |           |                                                  |
| 1815                                     |                             | Alexandre-Louis de Laujol |           |                                                  |
| 20 août 1830                             |                             | Joseph Vallée             |           |                                                  |
| 13 septembre 1830                        |                             | Claude Guindre            |           |                                                  |
| 1832                                     |                             | Joseph Vallée             |           |                                                  |
| 1841                                     |                             | Claude Guindre            |           |                                                  |
| 1848                                     |                             | Jules Mabille             |           |                                                  |
| 1854                                     |                             | Désiré Charruau           |           |                                                  |
| 1858                                     |                             | Jules Mabille             |           |                                                  |
| 1881                                     |                             | Casimir Chollet           |           |                                                  |
| 1884                                     |                             | Jules Mabille             |           |                                                  |
| 1896                                     |                             | Paul Brossier             |           |                                                  |
| 1900                                     |                             | Théodore Body             |           |                                                  |
| 1919                                     |                             | Anatole Poupard           |           |                                                  |
| 1945                                     |                             | Victor Challet            |           |                                                  |
| 1956                                     |                             | Pierre Banchereau         |           |                                                  |
| mars 1989                                | mars 2014                   | Myriam Dubois,            | UDI       | chef d'entreprise de transport retraitée         |
| mars 2014                                | En cours (au 1er juin 2020) | Xavier Testard,           | DVD       | fiscaliste, conseiller départemental depuis 2021 |
| Les données manquantes sont à compléter. |                             |                           |           |                                                  |

### Intercommunalité
Depuis le 1er janvier 2017, la commune est membre de l'agglomération du Choletais après la fusion avec la communauté de communes du Bocage.

### Autres circonscriptions
Jusqu'en 2014, la commune fait partie du canton de Vihiers et de l'arrondissement d'Angers. Le canton de Vihiers compte alors dix-sept communes. C'est l'un des quarante et un cantons que compte le département ; circonscriptions électorales servant à l'élection des conseillers généraux, membres du conseil général du département. Dans le cadre de la réforme territoriale, un nouveau découpage territorial pour le département de Maine-et-Loire est défini par le décret du 26 février 2014. Le canton de Vihiers disparait et la commune est rattachée au canton de Cholet-2, avec une entrée en vigueur au renouvellement des assemblées départementales de 2015.

## Population et société

### Démographie

#### Évolution démographique
L'évolution du nombre d'habitants est connue à travers les recensements de la population effectués dans la commune depuis 1793. Pour les communes de moins de 10 000 habitants, une enquête de recensement portant sur toute la population est réalisée tous les cinq ans, les populations de référence des années intermédiaires étant quant à elles estimées par interpolation ou extrapolation. Pour la commune, le premier recensement exhaustif entrant dans le cadre du nouveau dispositif a été réalisé en 2008.

En 2022, la commune comptait 1 575 habitants, en évolution de −1,44 % par rapport à 2016 (Maine-et-Loire : +2,12 %, France hors Mayotte : +2,11 %).
| 1793  | 1800  | 1806  | 1821  | 1831  | 1836  | 1841  | 1846  | 1851  |
| ----- | ----- | ----- | ----- | ----- | ----- | ----- | ----- | ----- |
| 2 060 | 1 220 | 1 607 | 1 669 | 1 834 | 1 833 | 1 839 | 1 925 | 1 916 |

| 1856  | 1861  | 1866  | 1872  | 1876  | 1881  | 1886  | 1891  | 1896  |
| ----- | ----- | ----- | ----- | ----- | ----- | ----- | ----- | ----- |
| 1 943 | 1 916 | 1 940 | 1 971 | 1 902 | 1 819 | 1 787 | 1 735 | 1 770 |

| 1901  | 1906  | 1911  | 1921  | 1926  | 1931  | 1936  | 1946  | 1954  |
| ----- | ----- | ----- | ----- | ----- | ----- | ----- | ----- | ----- |
| 1 544 | 1 509 | 1 507 | 1 418 | 1 386 | 1 339 | 1 307 | 1 270 | 1 265 |

| 1962  | 1968  | 1975  | 1982  | 1990  | 1999  | 2006  | 2008  | 2013  |
| ----- | ----- | ----- | ----- | ----- | ----- | ----- | ----- | ----- |
| 1 257 | 1 213 | 1 273 | 1 380 | 1 376 | 1 304 | 1 456 | 1 498 | 1 572 |

| 2018  | 2022  | - | - | - | - | - | - | - |
| ----- | ----- | - | - | - | - | - | - | - |
| 1 588 | 1 575 | - | - | - | - | - | - | - |

#### Pyramide des âges
La population de la commune est relativement jeune.
En 2018, le taux de personnes d'un âge inférieur à 30 ans s'élève à 35,7 %, soit en dessous de la moyenne départementale (37,2 %). À l'inverse, le taux de personnes d'âge supérieur à 60 ans est de 27,4 % la même année, alors qu'il est de 25,6 % au niveau départemental.
En 2018, la commune comptait 802 hommes pour 786 femmes, soit un taux de 50,5 % d'hommes, légèrement supérieur au taux départemental (48,63 %).
Les pyramides des âges de la commune et du département s'établissent comme suit.
| Hommes | Classe d’âge | Femmes |
| ------ | ------------ | ------ |
| 1,6    | 90 ou +      | 2,5    |
| 6,9    | 75-89 ans    | 14,4   |
| 14,8   | 60-74 ans    | 14,5   |
| 21,7   | 45-59 ans    | 18,3   |
| 17,3   | 30-44 ans    | 16,5   |
| 16,5   | 15-29 ans    | 14,9   |
| 21,2   | 0-14 ans     | 18,8   |

| Hommes | Classe d’âge | Femmes |
| ------ | ------------ | ------ |
| 0,9    | 90 ou +      | 2,1    |
| 7      | 75-89 ans    | 9,5    |
| 16,2   | 60-74 ans    | 16,9   |
| 19,4   | 45-59 ans    | 18,7   |
| 18,2   | 30-44 ans    | 17,5   |
| 18,8   | 15-29 ans    | 17,6   |
| 19,5   | 0-14 ans     | 17,6   |

## Économie
Sur 126 établissements présents sur la commune à fin 2010, 40 % relèvent du secteur de l'agriculture (pour une moyenne de 17 % sur le département), 6 % du secteur de l'industrie, 10 % du secteur de la construction, 34 % de celui du commerce et des services et 10 % du secteur de l'administration et de la santé. Cinq ans plus tard, en 2015, sur les 115 établissements présents, 28 % relèvent du secteur de l'agriculture (pour une moyenne de 11 % sur le département), 9 % du secteur de l'industrie, 10 % de celui de la construction, 46 % du secteur du commerce et des services et 7 % de celui de l'administration et de la santé.

## Culture locale et patrimoine

### Lieux et monuments
- La chapelle Notre-Dame-de-Vertu, 1876 ;
- L'église Saint-Louis ;
- Le menhir Pierre des Hommes ;
- Le moulin à vent de la Noue-Ronde.

Chapelle Notre-Dame-de-Vertu
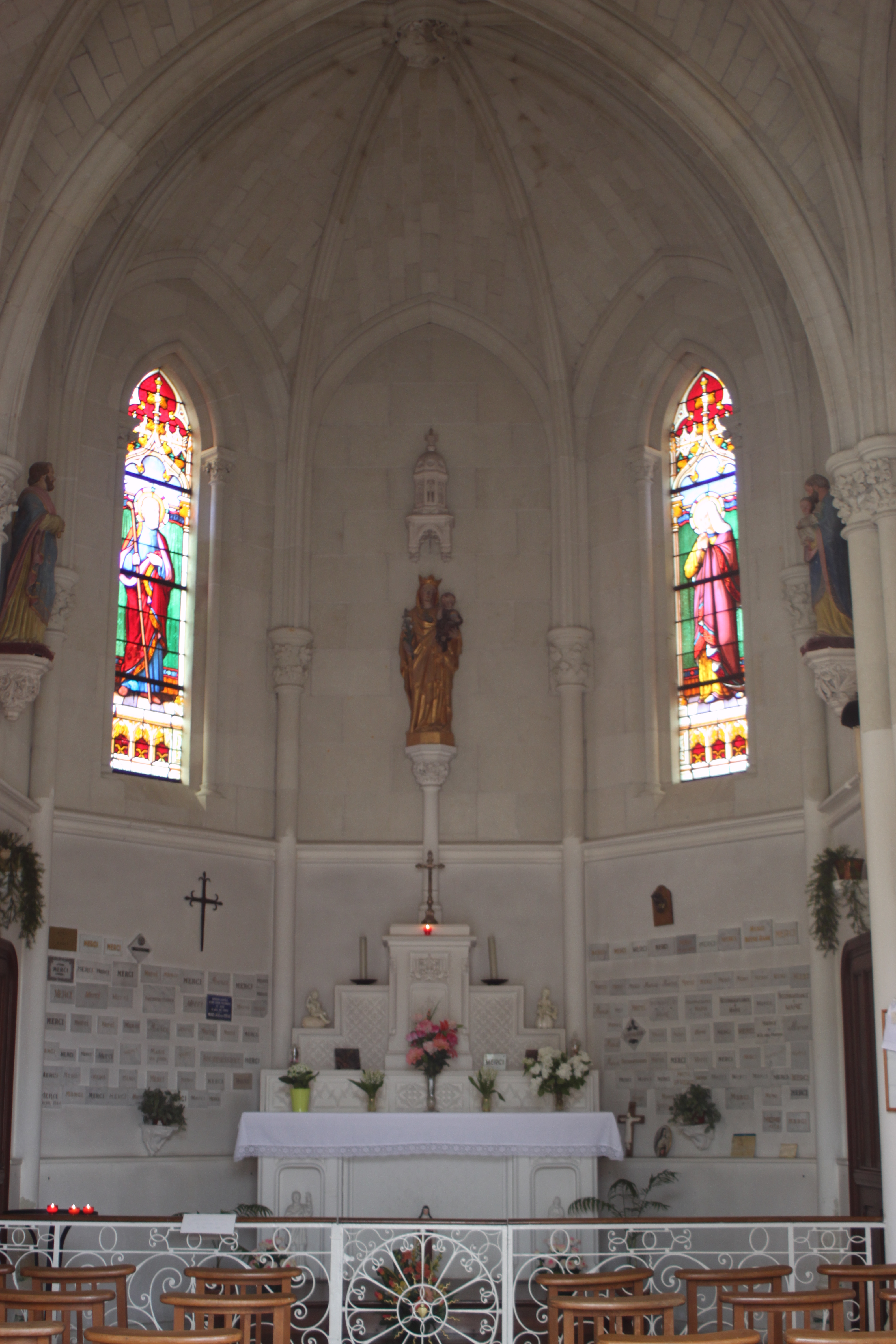
1
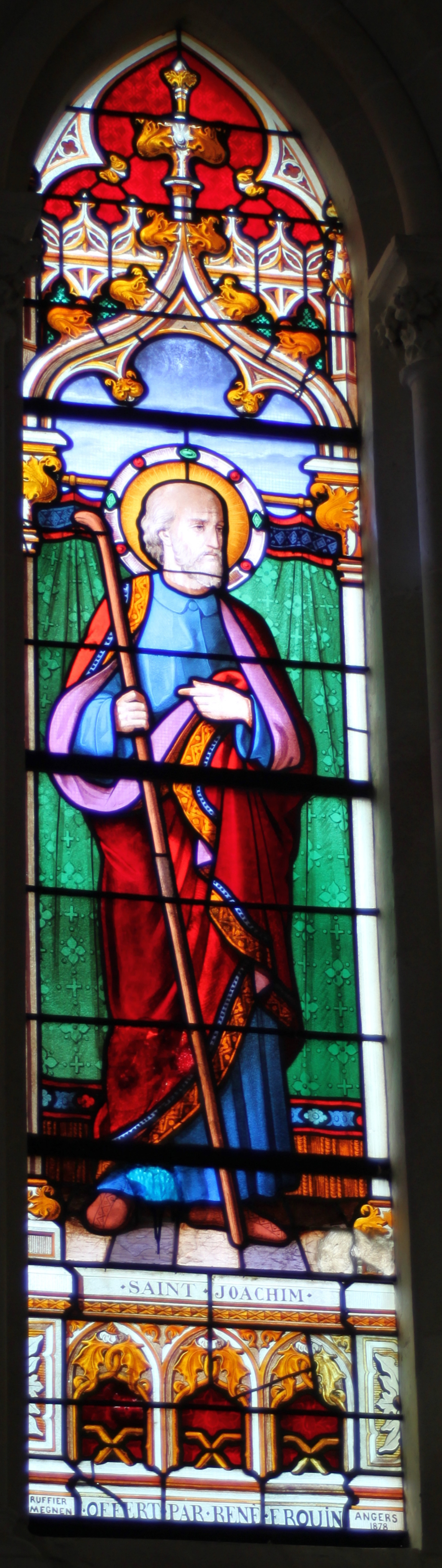
2
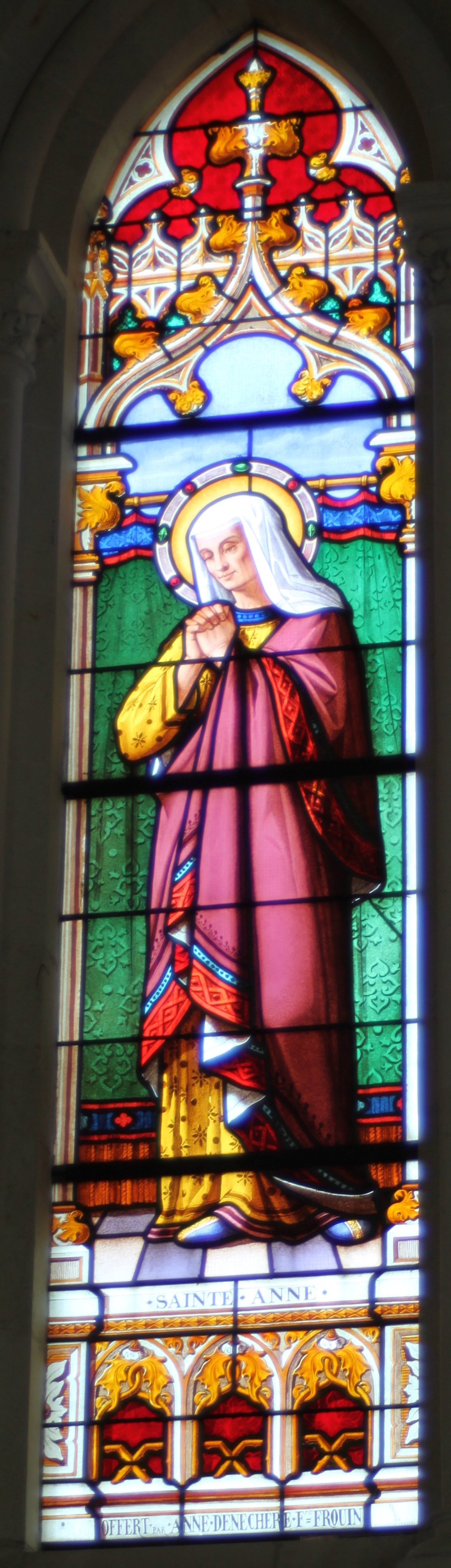
3

### Personnalités liées à la commune
- François Rabin, né vers 1740 près de Coron (Maine-et-Loire) et mort vers 1794 à Angers (Maine-et-Loire), ecclésiastique et homme politique.
- Le coureur cycliste Arthur Pasquier (1883-1963) a vécu à Coron où il est enterré. Une place porte son nom[31].
- Mgr François Frétellière (1925-1997), originaire de la commune, 2e évêque de Créteil entre 1981 et 1997.